# 은정구역
은정구역(恩情區域)은 평양직할시를 구성하는 구역 중 하나이다. 인구는 2008년 기준으로 47,569명으로 평양의 19구역 중 가장 적다.
은정구역은 조선민주주의인민공화국 정부가 과학문화정책을 실시하기 위해 새로 만들어진 곳이다. 주요 시설으로는 사회과학원과 자연과학원이 있으며, 과학자려관, 평양과학기술대학, 과학 관련 전문대학이 세워져 있다.

## 지리
평양시의 최북단에 위치한다. 북쪽으로 평안남도 평성시와 접하고 서남쪽으로 룡성구역, 동남쪽으로 삼석구역과 접한다. 특징은 평양과 떨어져 있고 평성시와 붙어 있다는 것이다.

## 역사
1995년에 평성시의 일부를 내어 은정구역으로 개편하였다. 김일성 주석과 김정일 위원장이 과학자들을 위해 베푼 '은정'을 기리기 위해 이름을 은정구역이라 하였다.

## 행정 구역
4개의 동으로 구성된다.
- 과학1동(科學1洞)
- 과학2동(科學2洞)
- 배산동(裴山洞)
- 광명동(光明洞)